# Buqan
Buqan är en ort i Kosovo. Den ligger i den västra delen av landet, 60 km väster om huvudstaden Pristina. Buqan ligger 425 meter över havet och antalet invånare är 800.
Terrängen runt Buqan är platt. Runt Buqan är det ganska tätbefolkat, med 222 invånare per kvadratkilometer. Närmaste större samhälle är Gjakova, 19,8 km söder om Buqan. Omgivningarna runt Buqan är en mosaik av jordbruksmark och naturlig växtlighet.